# Glenluiart House

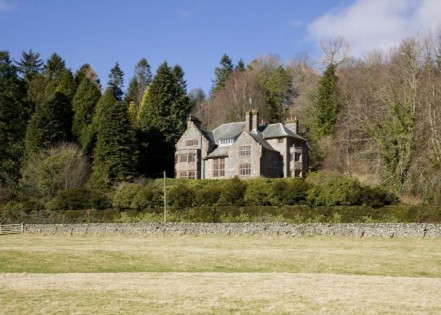
Glenluiart House

Glenluiart House ist eine Villa nahe der schottischen Ortschaft Moniaive in der Council Area Dumfries and Galloway. 1986 wurde das Bauwerk in die schottischen Denkmallisten in der höchsten Denkmalkategorie A aufgenommen.

## Beschreibung
Die Villa wurde 1900 für eine Frau Monteith erbaut. Das Baujahr sowie ihre Initialen „EMM“ sind in den Grundstein graviert. Der Architekt James Barbour koordinierte den Bau, der im Folgejahr abgeschlossen wurde. Glenluiart House liegt abseits der B729 rund einen Kilometer westlich von Moniaive unweit des Craigdarroch Waters.
Die Villa übernimmt stilistische Elemente der Arts-and-Crafts-Bewegung. Das Mauerwerk des asymmetrisch aufgebauten, zwei- bis dreistöckigen Gebäudes besteht aus Bruchstein, der mit roten Natursteindetails abgesetzt ist. Längliche Fenster flankieren die Eingangstüre an der südexponierten Frontseite. Aus den Fassaden treten verschiedentlich Ausluchten heraus. Sie sind mit gekuppelten Vierlingsfenstern mit Natursteinfaschen und -pfosten gestaltet, wie sie auch an weiteren Orten entlang der Südfassade verbaut wurden. Die überhängenden Dächer sind mit Schiefer eingedeckt. Die originalen Entwürfe sahen hingegen ziegelgedeckte Dächer vor. Es handelt sich um Walm- oder Satteldächer, deren Giebel teils als Staffelgiebel gearbeitet sind. Die hohen Kamine sind entweder first- oder traufständig.